# Herbert Salcher
Herbert Salcher (* 3. November 1929 in Innsbruck; † 9. November 2021 in Wörgl) war ein österreichischer Politiker (SPÖ).
Herbert Salcher gehörte von 1960 bis 1969 dem Innsbrucker Gemeinderat an und war von 1969 bis 1981 Parteiobmann der Tiroler SPÖ. Als Landeshauptmann-Stellvertreter in Tirol war er von 1970 bis 1979 zuständig für Gesundheit und Soziales. 1979 berief ihn Bruno Kreisky in sein Kabinett als Bundesminister für Gesundheit und Umweltschutz. Von 1981 bis 1984 war er Bundesminister für Finanzen.

## Biografie und berufliche Laufbahn
Herbert Salcher promovierte 1955 zum Doktor Juris. Ab 1950 arbeitete er bei der Tiroler Gebietskrankenkasse und wurde 1962 Direktor-Stellvertreter.
Er engagierte sich ab 1946 politisch in der sozialistischen Jugendbewegung und gehörte von 1960 bis 1969 dem Innsbrucker Gemeinderat an. 1969 wurde er Parteivorsitzender der Tiroler SPÖ und am 20. Oktober 1970 Landeshauptmann-Stellvertreter zuständig für Gesundheit und Soziales.
Am 5. November 1979 trat er als Nachfolger von Ingrid Leodolter als Bundesminister für Gesundheit und Umweltschutz in das Kabinett Kreisky IV ein.
In seine Amtszeit als Gesundheits- und Umweltminister fielen u. a. das Arzneimittelgesetz, das Fleischbeschaugesetz, die Vorbereitungen für die Errichtung der „Akademie für Arbeitsmedizin“ und die Gründung des „Vereins für Gesundheitserziehung und -beratung“. Die Aktion „Ohne Rauch geht’s auch“ ist bis heute in Erinnerung. Weiters sind hervorzuheben die Vorarbeiten zur Umweltverträglichkeitsprüfung, die Schaffung der Grundlagen für den „Umweltfonds“ und der Ausbau der Umwelterziehung.
Nach dem Bruch zwischen Bundeskanzler Bruno Kreisky und dem damaligen Finanzminister Hannes Androsch wechselte Herbert Salcher am 20. Jänner 1981 in das Finanzministerium.
Vom 24. Mai 1983 bis zum 10. September 1984 gehörte Salcher als Finanzminister auch dem Kabinett von Bundeskanzler Fred Sinowatz an. Die Entscheidung, eine Sachverhaltsdarstellung in der Steuersache seines Amtsvorgängers Hannes Androsch der Staatsanwaltschaft zu übergeben, führte zu seiner Ablösung. Sein Urne wurde im Familiengrab in Hötting beigesetzt.